# Джоя сиза
Джо́я сиза (Heterophasia pulchella) — вид горобцеподібних птахів родини Leiothrichidae. Мешкає в Південно-Східній Азії.

## Підвиди
Виділяють два підвиди:
- H. p. nigroaurita (Kinnear, 1944) — захід і центр Аруначал-Прадешу, південний схід Тибету;
- H. p. pulchella (Godwin-Austen, 1874) — Північно-Східна Індія (від сходу Аруначал-Прадешу до Нагаленду), північна М'янма і західний Юньнань.

## Поширення і екологія
Сизі джої мешкають в Індії, М'янмі і Китаї. Вони живуть у вологих гірських тропічних лісах. Зустрічаються на висоті від 1650 до 3200 м над рівнем моря. Живляться комахами і насінням. Сезон розмноження триває з квітня по липень.